# Орлов, Василий Андреевич (подпоручик)
 Василий Андреевич Орлов  (10 апреля 1891, Рязанская губерния — 22 июля 1916) — герой Первой мировой войны.

## Биография
Сын священника села Хитрово. По окончании курса в Рязанской духовной семинарии в 1912 году был определён учителем в Монастырщинскую церковно приходскую школу, Епифанского уезда. С 1 ноября 1913 года он был перемещён на должность учителя в церковно приходскую школу Фофоновской г. Ряжска слободы, в которой он прослужил только год.
28 июля 1914 года он как ратник ополчения 1 разряда, был мобилизован и зачислен в 495-ю Рязанскую пешую дружину. 1 декабря 1914 года поступил в Алексеевское военное училище. По окончании курса в нём по 1-му разряду, Высочайшим приказом от 1 мая 1915 года произведён в прапорщики, с назначением в 190-й пехотный запасной батальон. Приказом от 17 июня 1915 года № 168, он был прикомандирован к учебной команде в качестве младшего офицера.
Согласно предписанию начальства 4-й пехотной запасной бригады, от 28 февраля 1916 года за № 77, отправлен на Северный фронт в распоряжение дежурного генерала 5-й армии. Потом был назначен в 290-й пехотный Валуйский полк, в котором получил назначение быть младшим офицером 8-й роты. Высочайшим приказом от 5 марта 1916 года произведён в подпоручики. Временно командовал 3-й ротой с 18 апреля по 14 мая 1916 года. 14 мая 1916 года был назначен командиром 10-й роты. Убит 22 июля 1916 года в сражении с немцами под деревней Шпевели. Приказом войскам 3-й армии, 29 августа 1916 года, за № 1375, за отличие в бою 19-20 июля 1916 года награждён Орденом Святой Анны 4-й ст. с надписью за храбрость.